# 游修龄
游修龄（1920年5月9日—2022年9月11日），男，浙江温州人，中国农史学者，浙江农业大学教授。主要从事中国稻作史研究研究。

## 生平
1920年生于浙江省温州城区一个手工业家庭，小学就读于温州师范附小，后就读于温州中学。1943年毕业于国立英士大学农学院农艺系，留校任助教。1949年起，历任浙江农学院、浙江农业大学讲师、副教授、教授、系主任、科研处副处长、教务长、研究生导师。1979年至1984年，任浙江农业大学图书馆馆长。1991年赴日本京都大学东南亚研究中心从事亚洲稻作史研究。兼任中国自然科学史学会理事，中国农史学会副理事长。主要研究农作物栽培及农业科技史。2022年9月11日逝世。

## 荣誉
- 浙江大学2019年度“正能量之星”荣誉称号
- 庆祝中华人民共和国成立70周年纪念章（2019年）[6]
- 光荣在党50年纪念章（2021年）

## 出版物
主要学术论文有《从〈齐民要术〉看我国古代的作物栽培》《从河姆渡遗址出土稻谷试论我国栽培稻的起源、分化和传播》等。合著《作物栽培学》《中国水稻》。专著有《稻作史论集》《中国稻作史》《农史研究文集》等。2010年后，又陆续出版有《奇妙的语言文字》《敲键乐》《华池随想录》《默言集》等随笔、散文、杂文等。

## 家庭
- 儿子：游汝恒
- 儿媳：裘立群
  - 孙女：游知涯